# Awtodrom Smolenskoje Kolco
Awtodrom Smolenskoje Kolco – tor wyścigowy we Wierchniednieprowskim, niedaleko Safonowa, około 90 kilometrów na wschód od Smoleńska. Tor ma długość 3357 m i został oddany do użytku w 2010 roku.